# Singin’ to My Baby
Singin’ to My Baby — дебютный студийный альбом американского певца Эдди Кокрана, вышедший в 1957 году на лейбле Liberty Records. Это единственный студийный альбом, вышедший при жизни музыканта, погибшего в 1960 году.

## Обзор
Первая долгоиграющая пластинка Кокрана, в основном, состоит из нехарактерных для певца поп-баллад, записанных в сопровождении эстрадного хора с оркестром. Таково было решение фирмы звукозаписи, считавшей, что блюзы не будут пользоваться коммерческим спросом, в результате чего большая часть записей Кокрана вышла лишь после его смерти. В альбом был включён первый хит-сингл Кокрана — «Sittin’ in the Balcony», занявший в мае 1957 года 18-е место в американском хит-параде. Также на пластинку вошла запись популярной кантри-песни «Have I Told You Lately That I Love You». Альбом вышел в монофоническом звучании и, как и все долгоиграющие пластинки Кокрана, не попал в американский хит-парад.

## Список композиций
| №   | Название                                 | Автор(ы)    | Длительность |
| --- | ---------------------------------------- | ----------- | ------------ |
| 1.  | «Sittin’ in the Balcony»                 | Джонни Ди   |              |
| 2.  | «Completely Sweet»                       |             |              |
| 3.  | «Undying Love»                           |             |              |
| 4.  | «I’m Alone Because I Love You»           |             |              |
| 5.  | «Lovin’ Time»                            | Джан Вулси  |              |
| 6.  | «Proud of You»                           |             |              |
| 7.  | «Mean When I’m Mad»                      |             |              |
| 8.  | «Stockings and Shoes»                    |             |              |
| 9.  | «Tell Me Why»                            | Эдди Кокран |              |
| 10. | «Have I Told You Lately That I Love You» |             |              |
| 11. | «Cradle Baby»                            |             |              |
| 12. | «One Kiss»                               |             |              |

## Участники записи
- Эдди Кокран — гитара, укулеле, вокал
- Перри Боткин — ритм-гитара
- Конни Смит — контрабас
- The Johnny Mann Chorus — подпевки

## Альбомные синглы
- Sittin’ In The Balcony / Dark Lonely Street (1957)
- Mean When I’m Mad / One Kiss (1957)